# Brochechinus
Brochechinus is een geslacht van uitgestorven zee-egels uit de familie Glypticidae.

## Soorten
- Brochechinus elisae Lambert & Thiery †